# Orizzonte di Cauchy
La singolarità ad anello all'interno di un buco nero è delimitata da due orizzonti: l'orizzonte degli eventi, esterno, e l'orizzonte di Cauchy, ad esso interno.
Una volta superato l'orizzonte degli eventi non c'è modo di tornare indietro, in quanto nemmeno la luce è in grado di resistere alla forza gravitazionale del buco nero. Però all'interno dell'orizzonte degli eventi è ancora possibile vedere la luce che proviene dall'universo esterno (anche se curvata dalla gravità del buco nero). Passato l'orizzonte di Cauchy, non si potrà più vedere nemmeno tale luce.
La luce ha un comportamento anomalo man mano che ci si avvicina all'orizzonte di Cauchy.
Un'ipotesi di Jim Al-Khalili è che si osserverebbe la luce rallentare. 
Ipoteticamente la velocità di tutto l'universo al di fuori del buco, accelererebbe talmente tanto da poter in un certo senso guardare nel futuro.
Osservando dall'esterno del buco nero, la luce apparirebbe stirata, cioè con un colore che tende al rosso.
Avvicinandosi invece all'orizzonte di Cauchy, la luce apparirebbe progressivamente verso il blu, con frequenze sempre maggiori.
In realtà questo sarebbe impossibile per un osservatore, perché bisognerebbe non solo superare incolumi la fortissima attrazione gravitazionale delle forze di marea, dopo aver superato l'orizzonte degli eventi, ma anche resistere ad uno scoppio di radiazioni tendenti ad infinito generate dall'acquisizione di energia della luce.